# James Cecil, III conte di Salisbury
James Cecil, III conte di Salisbury (Londra, 1648 – Londra, 1683), è stato un nobile e politico britannico.

## Biografia

### Infanzia ed educazione
James Cecil era figlio di Charles Cecil, visconte Cranborne, figlio a sua volta di William Cecil, II conte di Salisbury. Sua madre era lady Diana Maxwell. Di lui si dice che frequentò il St John's College di Cambridge.

### Carriera politica
Nel 1668 egli succedette al nonno nel titolo comitale. Nel 1679 divenne Consigliere Privato del re e venne nominato cavaliere dell'Ordine della Giarrettiera l'anno successivo, ma venne espulso dal consiglio poco prima della sua morte.

### Matrimonio
Sposò, nel 1661, lady Margaret Manners, figlia di John Manners, VIII conte di Rutland. Ebbero dieci figli.

### Morte
Il Conte di Salisbury morì nel 1683 a Londra.

## Discendenza
Dal matrimonio tra Lord Salisbury e lady Margaret Manners nacquero:
- William Cecil;
- Charles Cecil;
- George Cecil;
- James Cecil, IV conte di Salisbury (25 settembre 1666-24 ottobre 1694);
- Lord Robert Cecil (1667-1715/16), sposò Elizabeth Meynell, ebbero due figli;
- Lady Catherine Cecil (?-13 agosto 1688), sposò Sir George Downing, II Baronetto, non ebbero figli;
- Lady Frances Cecil (?-1698), sposò Sir William Halford, I Baronetto, non ebbero figli;
- Lady Mary Cecil (?-29 marzo 1740), sposò Sir William Forester, non ebbero figli;
- Lady Mildred Cecil (?-18 gennaio 1726), sposò Sir Charles Hotham, IV Baronetto, ebbero un figlio;
- Lady Margaret Cecil (16 aprile 1672-21 febbraio 1727), sposò in prime nozze John Stawel, II Lord Stawel, non ebbero figli, sposò in seconde nozze Richard Jones, I conte di Ranelagh, non ebbero figli.

## Ascendenza
|                                      |                |                                   | Genitori                          |  |  | Nonni |  |  | Bisnonni                           |  |  | Trisnonni                        |  |
|                                      |                |                                   |                                   |  |  |       |  |  | Robert Cecil, I conte di Salisbury |  |  | William Cecil, I barone Burghley |  |
|                                      |                |                                   |                                   |  |  |       |  |  | Robert Cecil, I conte di Salisbury |  |  | William Cecil, I barone Burghley |  |
|                                      |                | Mildred Cooke                     |                                   |  |  |       |  |  | Robert Cecil, I conte di Salisbury |  |  |                                  |  |
| William Cecil, II conte di Salisbury |                |                                   |                                   |  |  |       |  |  | Robert Cecil, I conte di Salisbury |  |  |                                  |  |
|                                      |                | Elizabeth Brooke                  | William Brooke, X barone Cobham   |  |  |       |  |  |                                    |  |  |                                  |  |
|                                      |                | Elizabeth Brooke                  | William Brooke, X barone Cobham   |  |  |       |  |  |                                    |  |  |                                  |  |
|                                      |                | Elizabeth Brooke                  | Frances Newton                    |  |  |       |  |  |                                    |  |  |                                  |  |
| Charles Cecil, visconte Cranborne    |                | Elizabeth Brooke                  |                                   |  |  |       |  |  |                                    |  |  |                                  |  |
|                                      |                | Thomas Howard, I conte di Suffolk | Thomas Howard, IV duca di Norfolk |  |  |       |  |  |                                    |  |  |                                  |  |
|                                      |                | Thomas Howard, I conte di Suffolk | Thomas Howard, IV duca di Norfolk |  |  |       |  |  |                                    |  |  |                                  |  |
|                                      |                | Thomas Howard, I conte di Suffolk | Margaret Audley                   |  |  |       |  |  |                                    |  |  |                                  |  |
| Catherine Howard                     |                | Thomas Howard, I conte di Suffolk |                                   |  |  |       |  |  |                                    |  |  |                                  |  |
|                                      |                | Katherine Knyvett                 | Henry Knyvett                     |  |  |       |  |  |                                    |  |  |                                  |  |
|                                      |                | Katherine Knyvett                 | Henry Knyvett                     |  |  |       |  |  |                                    |  |  |                                  |  |
|                                      |                | Katherine Knyvett                 | Elizabeth Stumpe                  |  |  |       |  |  |                                    |  |  |                                  |  |
| James Cecil, III conte di Salisbury  |                | Katherine Knyvett                 |                                   |  |  |       |  |  |                                    |  |  |                                  |  |
|                                      | Robert Maxwell | William Maxwell                   |                                   |  |  |       |  |  |                                    |  |  |                                  |  |
|                                      | Robert Maxwell | William Maxwell                   |                                   |  |  |       |  |  |                                    |  |  |                                  |  |
|                                      | Robert Maxwell | Margaret Douglas                  |                                   |  |  |       |  |  |                                    |  |  |                                  |  |
| James Maxwell, I conte di Dirletoun  | Robert Maxwell |                                   |                                   |  |  |       |  |  |                                    |  |  |                                  |  |
|                                      |                | Nicola Murray                     | Charles Murray                    |  |  |       |  |  |                                    |  |  |                                  |  |
|                                      |                | Nicola Murray                     | Charles Murray                    |  |  |       |  |  |                                    |  |  |                                  |  |
|                                      |                | Nicola Murray                     | Margaret Somerville               |  |  |       |  |  |                                    |  |  |                                  |  |
| Diana Maxwell                        |                | Nicola Murray                     |                                   |  |  |       |  |  |                                    |  |  |                                  |  |
|                                      |                | …                                 | …                                 |  |  |       |  |  |                                    |  |  |                                  |  |
|                                      |                | …                                 | …                                 |  |  |       |  |  |                                    |  |  |                                  |  |
|                                      |                | …                                 | …                                 |  |  |       |  |  |                                    |  |  |                                  |  |
| Elizabeth de Boussoyne               |                | …                                 |                                   |  |  |       |  |  |                                    |  |  |                                  |  |
|                                      |                | …                                 | …                                 |  |  |       |  |  |                                    |  |  |                                  |  |
|                                      |                | …                                 | …                                 |  |  |       |  |  |                                    |  |  |                                  |  |
|                                      |                | …                                 | …                                 |  |  |       |  |  |                                    |  |  |                                  |  |
|                                      |                | …                                 |                                   |  |  |       |  |  |                                    |  |  |                                  |  |